# Castillo (Familienname)
Castillo (Aussprache: [kasˈtiʎo]; span. für „Schloss, Burg, Kastell“) ist ein ursprünglich ortsbezogener spanischer Familienname, der eine aus Kastilien bzw. dem Königreich Kastilien stammende Person bezeichnete.

## Namensträger

### A
- Abelardo Castillo (1935–2017), argentinischer Schriftsteller
- Adrián San Miguel del Castillo (* 1987), spanischer Fußballtorhüter, siehe Adrián (Fußballspieler)
- Agustín del Castillo (1565–1626), spanischer Maler
- Alberto Castillo (Künstler) (1914–2002), argentinischer Künstler
- Alberto Castillo (Fußballspieler) (* 1963), peruanischer Fußballspieler und -trainer
- Alberto Castillo (Baseballspieler, 1970), dominikanischer Baseballspieler
- Alberto Castillo (Baseballspieler, 1975), kubanischer Baseballspieler
- Alfredo Castillo (Fußballspieler), argentinischer Fußballspieler
- Alfredo Castillo Cervantes (* 1975), mexikanischer Jurist
- Alonso de Castillo Solórzano (1584?–1647?), spanischer Schriftsteller und Dramatiker
- Amalia González Caballero de Castillo Ledón (1898–1986), mexikanische Autorin, Politikerin und Diplomatin
- Ana Castillo (* 1953), US-amerikanische Schriftstellerin
- Andrés Castillo (* 1920), uruguayischer Dramaturg, Schauspieler, Drehbuchautor und Theaterkritiker
- Andrés del Castillo († 1590), spanischer Schriftsteller
- Anna Castillo (* 1993), spanische Schauspielerin und Sängerin
- Antonio Castillo (Modedesigner) (Antonio Canovas del Castillo del Rey; 1908–1984), spanischer Modedesigner und Kostümbildner
- Antonio del Castillo y Saavedra (1616–1668), spanischer Maler und Bildhauer
- Antonio Cánovas del Castillo (1828–1897), spanischer Staatsmann, Dichter und Historiker
- Antonio José López Castillo (1945–2021), venezolanischer Geistlicher, Erzbischof von Barquisimeto
- Armando del Castillo Franco (1920–1992), mexikanischer Politiker
- Armando Castillo (1932–2006), guatemaltekischer Radrennfahrer
- Athenea del Castillo (* 2000), spanische Fußballspielerin

### B
- Beatriz Castillo (* 1954), kubanische Sprinterin
- Benjamín Castillo Plascencia (* 1945), mexikanischer Priester, Bischof von Celaya
- Berdine Castillo (* 2000), chilenische Leichtathletin
- Bernal Díaz del Castillo (1492?–1584), spanischer Conquistador
- Bobby Castillo (1955–2014), US-amerikanischer Baseballspieler
- Braulio Castillo (1933–2015), puerto-ricanischer Schauspieler
- Brenda Castillo (* 1992), dominikanische Volleyball-Nationalspielerin
- Brian Castillo (* 1968), US-amerikanischer Musiker und Fotograf
- Byron Castillo (* 1998), ecuadorianischer Fußballspieler

### C
- Carlos Castillo Armas (1914–1957), Präsident von Guatemala
- Carlos Castillo Mattasoglio (* 1950), peruanischer Geistlicher, Erzbischof von Lima, Kardinal
- Carlos Alberto Oliva Castillo (* 1974), mutmaßlicher mexikanischer Verbrecher
- Carlos Rafael Conrado Marion-Landais Castillo (* 1940), dominikanischer Diplomat
- Carmen Castillo (Filmemacherin) (* 1945), chilenisch-französische Dokumentarfilmerin und Drehbuchautorin
- Carmen Castillo (Baseballspieler) (1958–2015), dominikanischer Baseballspieler
- Carmen Castillo García (* 1932), spanische Altphilologin
- Carmen Castillo Taucher (* 1954), chilenische Medizinerin und Politikerin
- Celso Advento Castillo (1943–2012), philippinischer Filmregisseur
- Christian Castillo (* 1984), salvadorianischer Fußballspieler
- Chucho Castillo (1944–2013), mexikanischer Boxer

### D
- Dante del Castillo (* 1946), mexikanischer Schriftsteller
- David del Castillo († 1937), spanischer Gitarrist, Komponist und Musikpädagoge
- David Castillo i Buïls (* 1961), katalanischer Schriftsteller, Literaturkritiker und Journalist

### E
- Edgar Castillo (* 1986), US-amerikanischer Fußballspieler
- Eduardo José Castillo Pino (* 1970), ecuadorianischer Geistlicher, Erzbischof von Portoviejo
- Eduardo Valdez Pérez del Castillo (* 1920), peruanischer Diplomat
- Eliecer Castillo (* 1970), kubanischer Boxer
- Eliseo Castillo (* 1975), kubanischer Boxer
- Emiliano Díaz del Castillo Zarama (1923–2009), kolumbianischer Historiker und Politiker
- Enrique Peñaranda del Castillo (1892–1969), bolivianischer General und Präsident der Republik Bolivien
- Eric del Castillo (* 1934), mexikanischer Schauspieler
- Ernesto Castillo (* 1970), deutscher Schriftsteller

### F
- Fabián Castillo (* 1992), kolumbianischer Fußballspieler
- Fabio Castillo, kolumbianischer Investigativjournalist
- Félix Castillo (* ?), peruanischer Fußballspieler
- Fernando Castillo (1943–1997), chilenischer katholischer Theologe und Soziologe
- Fernando Sánchez Castillo (* 1970), spanischer Maler
- Francisca Josefa del Castillo y Guevara (1671–1742), spanische Nonne und Mystikerin
- Francisco del Castillo (Architekt) (1528–1586), spanischer Architekt
- Francisco del Castillo (Jesuit) (1615–1673), chilenischer Jesuit
- Francisco del Castillo (Revolutionär) († 1897), philippinischer Revolutionär
- Francisco Castillo (Tennisspieler), kolumbianischer Tennisspieler
- Francisco Castillo Fajardo, Marquis von Villadarias (1642–1716), spanischer General
- Francisco Castillo Nájera (1886–1950), mexikanischer Diplomat und Politiker
- Freddy Castillo (* 1955), mexikanischer Boxer

### G
- Gabriel Bermúdez Castillo (1934–2019), spanischer Science-Fiction-Autor
- Gelia T. Castillo (1928–2017), philippinische Soziologin und Hochschullehrerin
- Gloria Castillo (1933–1978), amerikanische Bühnen- und Filmdarstellerin
- Gonzalo Castillo (Fußballspieler) (* 1990), uruguayischer Fußballspieler
- Gonzalo Galván Castillo (1951–2020), mexikanischer Priester, Bischof von Autlán
- Gonzalo Ramiro del Castillo Crespo (1936–2019), bolivianischer Geistlicher, Militärbischof von Bolivien
- Gonzalo Sebastian Castillo Salazar (* 2006), peruanischer Badmintonspieler
- Guido Castillo (* 1922), uruguayischer Essayist, Kritiker und Dozent
- Guillermo del Castillo (* 1963), argentinischer Rugbyspieler
- Guillermo Castillo Bustamante (1910–1974), venezolanischer Komponist und Pianist

### H
- Hans Podlipnik-Castillo (* 1988), chilenischer Tennisspieler
- Heberto Castillo (1928–1997), mexikanischer Ingenieur und Politiker
- Homero Castillo (1918–1980), US-amerikanischer Romanist und Hispanist chilenischer Herkunft
- Hugo Norberto Castillo (* 1971), argentinischer Fußballspieler

### I
- Inés Castillo (* 1999), peruanische Badmintonspielerin
- Irán Castillo (* 1977), mexikanische Schauspielerin
- Isabella Castillo (* 1994), kubanische Schauspielerin und Sängerin
- Israel Castillo (* 1968), mexikanischer Fußballspieler

### J
- Jaime Oswaldo Castillo Villacrés (* 1973), ecuadorianischer Geistlicher, Apostolischer Vikar von Zamora
- Javier Castillo (* 1987), spanischer Schriftsteller
- Jesús Castillo (Komponist) (1877–1946), guatemaltekischer Komponist
- Jesús Castillo (Fußballspieler) (* 2001), peruanischer Fußballspieler
- Joaquín María López de Andújar y Cánovas del Castillo (* 1942), spanischer Geistlicher, Bischof von Getafe, siehe Joaquín María López de Andújar
- Jocelyn Castillo (* 1991), venezolanische Wasserspringerin
- Joey Castillo (* 1966), US-amerikanischer Rock-Schlagzeuger
- Jorge Castillo (* 1933), spanischer Maler und Bildhauer
- Jorge del Castillo Gálvez (* 1950), peruanischer Rechtsanwalt und Premierminister
- Josè del Castillo (Maler) (1737–1793), spanischer Maler
- José Castillo (Fußballspieler, 1906) (1906–??), spanischer Fußballspieler
- José Castillo (Comiczeichner), spanischer Comiczeichner
- José Castillo (Schauspieler) (1921–2011), spanischer Schauspieler, Dramatiker und Theaterintendant
- José del Castillo (1943–2023), peruanischer Fußballspieler
- José Castillo (Architekt), mexikanischer Architekt
- José Castillo (Baseballspieler, 1981) (1981–2018), venezolanischer Baseballspieler
- José Castillo (Baseballspieler, 1996) (* 1996), venezolanischer Baseballspieler
- José del Castillo Nicolau (1920–2002), spanischer Neurowissenschaftler
- José del Castillo Sáenz de Tejada (1901–1936), spanischer Militär
- José Alfredo Castillo (* 1983), bolivianischer Fußballspieler
- José Humberto Castillo (1937–2010), venezolanischer Autor
- José Ignacio Castillo (* 1975), argentinischer Fußballspieler
- José de Jesús Castillo Rentería (1927–2013), mexikanischer Ordensgeistlicher, Bischof von Tuxtepec
- José Luis Castillo (* 1973), mexikanischer Boxer
- José Oscar Barahona Castillo (1938–2016), salvadorianischer Ordensgeistlicher, Bischof von San Vicente

- Juan del Castillo (Maler) (1584–1640), spanischer Maler
- Juan del Castillo (Pater) (1595–1628), spanischer Jesuitenpater, Märtyrer und Heiliger
- Juan del Castillo (Apotheker), spanischer Apotheker
- Juan Carlos Castillo (* 1964), kolumbianischer Radrennfahrer
- Juan de Dios Castillo (1951–2014), mexikanischer Fußballspieler und -trainer
- Juan Mauricio Castillo Balcázar (* 1970), chilenischer Fußballspieler
- Juan Guillermo Castillo (* 1978), uruguayischer Fußballspieler
- Juan Familia-Castillo (* 2000), niederländischer Fußballspieler
- Julio Castillo (* 1988), ecuadorianischer Boxer
- Julio Montero Castillo (* 1944), uruguayischer Fußballspieler

### K
- Karol Castillo (1989–2013), peruanische Schönheitskönigin und Model
- Kate del Castillo (* 1972), mexikanische Schauspielerin
- Katherine Castillo (* 1996), panamaische Fußballspielerin

### L
- León de Castillo (* 1985), österreichisch-mexikanischer Tenor, Konzeptkünstler, Musikforscher und Intendant
- Linda Castillo (* 1960), US-amerikanische Schriftstellerin
- Lucilo del Castillo (??), argentinischer Tennisspieler
- Luis Castillo (Baseballspieler) (* 1975), dominikanischer Baseballspieler
- Luis Castillo (Footballspieler) (* 1983), dominikanischer American-Football-Spieler
- Luis del Castillo Estrada (* 1931), uruguayischer Geistlicher, Bischof von Melo
- Luis Fernando Castillo Méndez (1922–2009), brasilianischer Geistlicher, Patriarch der Katholisch-Apostolischen Kirche Brasiliens

### M
- Maider Castillo (* 1976), spanische Fußballspielerin
- Manuel Castillo (1930–2005), spanischer Pianist und Komponist
- María Alejandra Castillo (* 2006), ecuadorianische Hürdenläuferin
- María Teresa Castillo (1908–2012), venezolanische Journalistin
- Mariana Castillo Deball (* 1975), mexikanische Künstlerin
- Mariano Armendáriz del Castillo (1881–1960), mexikanischer Botschafter
- Marlon Castillo (* 1988), belizischer Straßenradrennfahrer
- Martín Castillo (* 1977), mexikanischer Boxer
- Mary Castillo (* 1974), US-amerikanische Schauspielerin
- Michel del Castillo (1933–2024), spanisch-französischer Schriftsteller
- Miguel del Castillo (vor 1927–nach 1983), spanischer Schauspieler
- Miguel Ángel Castillo (1915–vor 1980), salvadorianischer Politiker, Präsident von El Salvador
- Miguel Ángel del Castillo († 2014), uruguayischer Sportjournalist
- Miguel Castillo (Fußballspieler, 1972) (* 1972), chilenischer Fußballspieler
- Miguel Castillo (Fußballspieler, 1983) (* 1983), honduranischer Fußballspieler
- Miguel Santín del Castillo (1830–1880), Präsident von El Salvador
- Miriam Castillo (* 1992), mexikanische Fußballspielerin

### N
- Nelson Castillo (* 1970), chilenischer Comiczeichner
- Nery Castillo (* 1984), mexikanischer Fußballspieler
- Nicasio del Castillo y Guzmán (* 1830), 1856 Präsident von Nicaragua
- Nicolás Castillo (* 1993), chilenischer Fußballspieler

### O
- Oscar Castillo (* 1954), argentinischer Politiker
- Otto René Castillo (1934–1967), guatemaltekischer Schriftsteller und Revolutionär

### P
- Patricia Castillo Pena (* 1991), Schachspielerin der Dominikanischen Republik
- Pedro Castillo (* 1969), peruanischer Schullehrer, Gewerkschaftsführer und Politiker
- Pilar del Castillo Vera (* 1952), spanische Politikerin

### R
- Rafael Castillo (Fußballtrainer), peruanischer Fußballtrainer
- Rafael Castillo, bürgerlicher Name von De La Ghetto (* 1982), US-amerikanischer Reggaeton-Künstler
- Rafael Castillo Valdez, guatemaltekischer Politiker
- Rafael A. Castillo, guatemaltekischer Komponist und Musiker
- Rafael Arlex Castillo (* 1980), kolumbianischer Fußballspieler
- Rainier Castillo (* 1985), philippinischer Schauspieler
- Ramiro Castillo (1966–1997), bolivianischer Fußballspieler
- Ramón Castillo (1873–1944), argentinischer Staatspräsident
- Ramón del Castillo (* 1985), spanischer Sänger
- Randy Castillo (1950–2002), US-amerikanischer Rock-Drummer
- Raúl Castillo (* 1977), US-amerikanischer Schauspieler
- Raul Castillo (Mixed-Martial-Arts-Sportler), US-amerikanischer Mixed-Martial-Arts-Sportler
- Raúl Biord Castillo (* 1962), venezolanischer römisch-katholischer Ordensgeistlicher, Erzbischof von Caracas
- Ricardo Castillo (Komponist) (1894–1966), guatemaltekischer Komponist
- Ricardo Castillo (Lyriker) (* 1954), mexikanischer Lyriker
- Robert Pastor i Castillo (* 1945), andorranischer Schriftsteller
- Roberto Castillo (* 1957), chilenischer Autor
- Rodolfo Castillo Morales (1941–2011), argentinischer Therapeut und Rehabilitationsarzt
- Rodolfo Castillo Vargas (1932–1994), costa-ricanischer Gewichtheber
- Rodrigo Castillo, guatemaltekischer Straßenradrennfahrer
- Romain Del Castillo (* 1996), französisch-spanischer Fußballspieler
- Rosa Castillo (* 1974), spanische Fußballspielerin
- Rosalio José Castillo Lara (1922–2007), venezolanischer Kurienkardinal
- Rosario Castillo (* 1950), uruguayische Moderatorin
- Ruben Castillo (Boxer) (* 1957), US-amerikanischer Boxer
- Rubén Castillo (Fußballspieler) (* 1985), chilenischer Fußballspieler
- Rubilio Castillo (* 1991), honduranischer Fußballspieler

### S
- Segundo Castillo (* 1982), ecuadorianischer Fußballspieler
- Segundo Castillo (Fußballspieler, 1913) (1913–1993), peruanischer Fußballspieler
- Stefany Castillo (* 1997), kolumbianische Stabhochspringerin
- Susie Castillo (* 1980), US-amerikanische Schönheitskönigin und Model

### T
- Tiburcio Carías Castillo (* 1908), honduranischer Diplomat
- Tony Castillo (Musiker) (1946–2010), singapurischer Schauspieler, Jazztrompeter und Bandleader
- Tony Castillo (Baseballspieler, 1957) (* 1957), US-amerikanischer Baseballspieler
- Tony Castillo (Baseballspieler, 1963) (* 1963), venezolanischer Baseballspieler

### V
- Valdemar Castillo (* 1946), brasilianischer Politiker
- Vicente del Castillo (1807–1874), argentinischer Politiker
- Víctor Castillo (* 1981), venezolanischer Weitspringer
- Victor Hugo Castillo Matarrita (* 1963), costa-ricanischer Ordensgeistlicher, Bischof von Kaga-Bandoro

### W
- Welington Castillo (* 1987), dominikanischer Baseballspieler

### X
- Xabier Castillo (* 1986), spanischer Fußballspieler

### Y
- Yahel Castillo (* 1987), mexikanischer Wasserspringer
- Yalennis Castillo (* 1986), kubanische Judoka